# PLOS ONE
PLOS ONE è una rivista scientifica di tipo open access pubblicata da Public Library of Science (PLOS) dal dicembre 2006. Pubblica ricerche originali riguardanti tutte le discipline di ambito scientifico. Adotta il modello “author pays” puro, che prevede il pagamento di un contributo economico da parte degli autori degli articoli accettati. Gli articoli prima della pubblicazione vengono sottoposti ad un controllo di qualità preventivo e ad un successivo processo di peer review. Al 2013, il tasso di accettazione era del 69%, poi sceso gradualmente fino al 30,74% nel 2023. Malgrado un calo nel numero di articoli pubblicati nell'ultimo periodo, la rivista risulta la più grande al mondo nella sua tipologia. Il fattore di impatto (impact factor) di PLOS ONE nel 2014 ha raggiunto un valore di 3,234.

## Storia
La rivista fu lanciata in versione beta e con il nome PloS ONE il 20 dicembre 2006 all'interno del progetto Public Library of Science, nato per diffondere una filosofia di condivisione libera di tutti gli studi scientifici. Nell'agosto del 2008 la periodicità passò da settimanale a giornaliera, e nell'ottobre dello stesso anno fu chiusa la fase beta. Nel 2012 vennero aggiornati il logo e la veste grafica delle pubblicazioni, assegnando un colore distintivo per ogni disciplina di base; per PLOS ONE venne scelto l'arancione.

## Controversie
Il giornalismo scientifico open access è stato messo sotto critica da chi ritiene che possa essere maggiormente vulnerabile a logiche commerciali ed editoria predatoria, garantendo di conseguenza una minor qualità degli articoli pubblicati. Nell'ottobre 2013 comparve su Science uno studio dal titolo Who's Afraid of Peer Review?, in cui venivano messi sotto esame i filtri di 304 pubblicazioni scientifiche open access a cui era stato inviato un falso studio scientifico, basato su dati alterati in modo piuttosto evidente. Circa il 60% accettarono l'articolo per la pubblicazione, comprese testate appartenenti a gruppi editoriali prestigiosi. Tra quelli che lo respinsero PLOS ONE fu espressamente citato per la scrupolosità delle motivazioni addotte al rifiuto.
Nell'aprile 2015 due ricercatrici pubblicarono una lettera di rifiuto ad un loro articolo inviato per la pubblicazione su una rivista che si rivelò essere PLOS ONE, contenente valutazioni di tipo sessista. Il direttore editoriale della rivista Damian Pattinson dispose un'inchiesta interna, al termine della quale il responsabile fu tolto dalla lista dei referenti per la peer review, sottoponendo quindi lo studio ad un nuovo esame.

## Topic Page
Topic Page è un progetto di PLOS One in collaborazione con Wikipedia.
Esso si propone la pubblicazione degli articoli in due fasi:
- revisione paritaria aperta di articoli Open Access, liberamente citabili, su PLOS Wiki che gira sui server Wikimedia;
- pubblicazione degli articoli su Wikipedia per modifiche le integrazioni da parte della comunità dell'enciclopedia libera.

Tramite Topic Page sono stati realizzati articoli di PLOS Computational Biology e PLOS Genetics. Dal 2023 il progetto Si è proposto di realizzare voce enciclopediche riguardo alla fisica quantistica, allargabile a tutti i campi della fisica in genere.